# Purity Kirui
Purity Cherotich Kirui (* 13. August 1991 in Kericho) ist eine kenianische Leichtathletin, die sich auf den Hindernislauf spezialisiert hat. Ihren größten Erfolg feierte sie mit dem Gewinn der Goldmedaille bei den Commonwealth Games 2014 in Glasgow.

## Sportliche Laufbahn
Erste internationale Erfahrungen sammelte Purity Cherotich Kirui bei den Juniorenafrikameisterschaften 2009 in Bambous, bei denen sie in 10:12,35 min den vierten Platz belegte. Im Jahr darauf siegte sie dann in 9:36,34 min bei den Juniorenweltmeisterschaften im kanadischen Moncton, wie auch bei den Commonwealth Games in Glasgow vier Jahre darauf in 9:30,96 min. Anschließend wurde sie bei den Afrikameisterschaften in Marrakesch in 9:50,87 min Sechste. Im Jahr darauf gewann sie bei den Afrikaspielen in Brazzaville in 9:52,54 min die Bronzemedaille hinter den beiden Äthiopierinnen Sofia Assefa und Hiwot Ayalew. 2017 qualifizierte sie sich erstmals für die Weltmeisterschaften in London, bei denen sie mit 9:25,62 min im Finale Platz zehn erreichte. 2018 nahm sie erneut an den Commonwealth Games im australischen Gold Coast teil und gewann dort in 9:25,74 min hinter der Jamaikanerin Aisha Praught-Leer und ihrer Landsfrau Celliphine Chepteek Chespol die Bronzemedaille. Nach einer zweijährigen Wettkampfpause startete sie 2021 bei den Olympischen Sommerspielen in Tokio und verpasste dort mit 9:30,13 min den Finaleinzug.
2022 schied sie bei den Weltmeisterschaften in Eugene mit 9:26,88 min im Vorlauf über 3000 m Hindernis aus. 2024 belegte sie bei den Afrikaspielen in Accra in 9:51,01 min den sechsten Platz.
2014 wurde Kirui Kenianische Meisterin im Hindernislauf. Sie ist mit dem kenianischen Langstreckenläufer Paul Kipchumba Lonyangata verheiratet und der 800-Meter-Läufer Kipyegon Bett war ihr Bruder.

## Persönliche Bestzeiten
- 3000 m Hindernis: 9:16,91 min, 4. Juli 2021 in Stockholm